# Thomas J. Anderson
Thomas J. Anderson   (Coatesville, 17 d'agost de 1928) Thomas Jefferson "T.J." Anderson, Jr. és un compositor, director d'orquestra, orquestador i educador nord-americà.

## Biografia
Thomas Anderson ha escrit més de 80 obres que van des d'òperes i simfonies fins a peces corals, música de cambra i música de banda. Ha compost obres per encàrrec per a la "Bill T. Jones/Arnie Zane Dance Company" i el violoncel·lista Yo-Yo Ma.

## Educació
El començament de la seva formació universitària va ser a la Universitat Estatal de West Virginia. Després va assistir a la Universitat Estatal de Pennsilvània i allà va rebre la seva llicenciatura en música. Posteriorment, en aquesta mateixa escola, el 1951, va obtenir el seu màster en educació musical. Va obtenir un doctorat en composició per la Universitat d'Iowa el 1958, i va ser professor emèrit de música Austin Fletcher a la Universitat Tufts, des de 1972 fins a la seva jubilació el 1990.

## Obra i influència musical
Anderson va treballar a la Universitat de Langston a Langston, Oklahoma, com a professor de música des de 1958 fins a 1963. Allà, es va convertir en el president del departament de música. Va ser professor de música a la "Tennessee State University" de 1963 a 1969. Mentre estava allí, va ser nomenat compositor resident amb l'Orquestra Simfònica d'Atlanta. Va tenir un mandat de tres anys amb l'Orquestra Simfònica d'Atlanta de 1968 a 1971.
Durant el període que va passar amb l'Orquestra Simfònica d'Atlanta, Anderson va orquestrar l'òpera de Scott Joplin, Treemonisha, escrita originalment el 1911. El 1972, l'òpera de Joplin va aparèixer a l'escenari per primera vegada. La primera òpera que va escriure Anderson va ser Soldier Boy. Aquesta obra es basava en un llibret de Leon Forrest, que era un bon amic d'Anderson. Soldier Boy va ser encarregada per la Universitat d'Indiana. Després d'això, van venir altres treballs, com Walker que parlava de David Walker, un activista contra l'esclavitud.
El 1972, Anderson va ser contractat com a professor de música i catedràtic de departament a la Universitat Tufts de Medford, Massachusetts, on va treballar fins al 1990. El 2002, "Cantata Singers and Ensemble" van encarregar a Anderson la creació d'un oratori Slavery Documents 2. El treball es basava en Slavery Documents de Donald Sur i The Southern Debate Over Slavery de Loren Schweininger.
Anderson també va ensenyar a institucions de França, Brasil, Suïssa, Itàlia i Alemanya.

## Premis i honors
El 1983, va rebre el títol de Doctor honoris causa en Música pel "College of the Holy Cross" de Worcester, Massachusetts. El 2005, va rebre el títol de Doctor honoris causa en Música pel "Bates College" de Lewiston, Maine. L'any 2007, la Universitat de Tufts li va concedir un Doctor honoris causa en Música.

## Família
Anderson té tres fills: Janet, Anita i Thomas J. Anderson, III (que també es diu "T.J."), és poeta i professor d'anglès a la Universitat Hollins de Roanoke, Virgínia. El jove Anderson està casat amb Pauline Kaldas, poeta, autora i professora d'anglès a la Universitat Hollins.

## Universalisme unitari
Anderson va servir de 1986 a 1991 a la comissió que va produir Singing the Living Tradition, un himne publicat per l'Associació Universalista Unitària el 1993. És membre de la U.U. congregació a Chapel Hill, Carolina del Nord.